# Любехово (Великопольське воєводство)
Любехово (пол. Lubiechowo) — село в Польщі, у гміні Каменець Ґродзиського повіту Великопольського воєводства.
Населення — 285 осіб (2011).
У 1975-1998 роках село належало до Познанського воєводства.

## Демографія
Демографічна структура станом на 31 березня 2011 року:
|          | Загалом | Допрацездатний вік | Працездатний вік | Постпрацездатний вік |
| -------- | ------- | ------------------ | ---------------- | -------------------- |
| Чоловіки | 140     | 37                 | 93               | 10                   |
| Жінки    | 145     | 30                 | 93               | 22                   |
| Разом    | 285     | 67                 | 186              | 32                   |